# Pidhorb, Ujhorod
Pidhorb (în ucraineană Підгорб) este un sat în comuna Baranînți din raionul Ujhorod, regiunea Transcarpatia, Ucraina.

## Demografie
Componența lingvistică a localității Pidhorb
     Ucraineană (95,81%)
     Rusă (2,71%)
     Maghiară (1,23%)
Conform recensământului din 2001, majoritatea populației localității Pidhorb era vorbitoare de ucraineană (95,81%), existând în minoritate și vorbitori de rusă (2,71%) și maghiară (1,23%).